# Дмитрий Вдовин
Дмитрий Юриевич Вдовин (роден на 17 април 1962 г.) е съветски и руски оперен деец, вокален педагог, заслужил артист на Руската федерация (2014), професор в Академията за хорово изкуство.
Художествен директор на Младежка оперна програма на Болшой театър на Русия.

## Биография
Роден на 17 април 1962 г. в Свердловск. Завършва Държавния институт за театрално изкуство (сега РАТИ) в Москва, след което учи в аспирантура в този университет под ръководството на професор Инна Соловьова като театрален критик (опера) и е публикуван в най-големите централни вестници и списания. Впоследствие преминава преквалификация и завършва Академията за хорово изкуство на името на. В. С. Попова като вокалист и вокален педагог.
От 1987 до 1992 г. – служител, отговорен за работата в областта на музикалния театър на Съюза на театралните дейци на СССР. Обучава се като вокален преподавател в ECOV – Европейския център за оперно и вокално изкуство в Белгия (под егидата на Музикалния институт „Къртис“ във Филаделфия), 1992 – 1993.
През 1992 г. Дмитрий Вдовин става артистичен директор на Московския център за музика и театър, арт агенция, която участва в съвместни творчески проекти с големи международни театри, фестивали и музикални организации.
От 1996 г. Д. Вдовин си сътрудничи с великата руска певица Ирина Архипова като преподавател и директор на нейното лятно училище и съводещ на нейните телевизионни и концертни програми.
От 1995 г. – преподавател, от 2000 г. до 2005 г. – ръководител на вокалния отдел на Държавния медицински университет на името на Гнесините, през 1999 – 2001 г. – преподавател в Руската музикална академия „Гнесини“, от 2001 до 2003 г. – доцент, ръководител на катедрата по соло пеене на Академията за хорово изкуство на името на. В. С. Попова, от 2008 г. – професор в Академията на химическите науки.
От 1999 до 2009 г. – художествен ръководител и преподавател на Московската международна школа за вокално майсторство, което даде възможност на водещи оперни учители и специалисти от Русия, САЩ, Италия, Германия и Великобритания да дойдат в Москва, за да работят с млади певци.
Член на журито на много престижни международни вокални конкурси – на името на Михаил Глинка, Елена Образцова в Санкт Петербург, конкурсът на телевизионния канал „Култура“ „Голямата опера“ (Русия), Le voci verdiane (Гласовете на Верди) в Бусето, на името на Виоти и Павароти във Верчели, AsLiCo в Комо, Винсеро в Неапол (Италия), Франсиско Виняс в Барселона и Опера де Тенерифе в Испания, конкурси в Париж и Бордо (Франция), на името на Мария Кал както в Атина (Гърция), Competizione dell'opera Italiana в Москва и Линц (Австрия), в Монреал (Канада), в Измир (Турция), на името на Станислав Монюшко във Варшава, Die Meistersinger von Nürnberg в Нюрнберг, в Харбин (Китай), Бюлбюл в Баку (Азербайджан), Ева Мартон в Будапеща (Унгария).
От 2009 г. – един от основателите и артистичен директор на Младежка оперна програма на Болшой театър на Русия.
Преподавател (от 2009 г.), художествен ръководител (от 2017 г.) на вокалния отдел на Международната музикална академия „Юрий Башмет“ в Сочи.
Д. Вдовин изнася майсторски класове в много градове на Русия, както и в САЩ, Мексико, Италия, Литва, Латвия, Франция, Полша, Монако, Швейцария, Холандия, Австрия. Бил е редовен гост-преподавател в младежката програма на Голямата опера в Хюстън (HGO Studio) и в Цюрихската опера (Int. Opera Studio). Майсторски класове в Метрополитън Опера, Ню Йорк (Програма за развитие на млади артисти на Линдеман), на фестивалите в Брегенц и Уексфорд, в Литовската национална опера, в Младежките програми в Амстердам (Холандска национална опера), оперите в Щутгарт и Рим, Варшавската гранд опера, Латвийската национална опера, оперния театър „Хеликон“.
Сред неговите ученици са лауреати на най-престижни конкурси, водещи солисти на най-големите световни театри като Болшой театър, Ла Скала, Метрополитън опера, Кралската опера Ковънт Гардън, Виенската Щатсопера, Берлинската Щатсопера, Парижката Национална опера, Театро Реал в Мадрид и много други.
Музикален консултант на филма на Павел Лунгин „Дама пика“ (2016).
Също така Вдовин е заместник-ръководител на творческите екипи на оперната трупа на Болшой театър (2013 – 2014 г.).

## Награди
- Кавалер на Ордена за заслуги към Италианската република (27 декември 2017 г., Италия).[2]
- Заслужил артист на Руската федерация (4 юни 2014 г.) – за постигнати трудови успехи, значителен принос в социално-икономическото развитие на Руската федерация, заслуги в хуманитарната сфера, активна законодателна и обществена дейност, дългогодишна съвестна работа.[3]
- Лауреат на Националната оперна награда „Онегин“ (2019)
- Носител на Националната оперна награда Casta Diva в номинацията „Кавалер на операта“ (2022).